# Diana Barcelos
Diana Cristina Barcelos de Oliveira (Rio de Janeiro, 17 de março de 1988) é uma remadora paralímpica brasileira.

## Biografia e carreira
Barcelos é natural da cidade do Rio de Janeiro. Em 2004, ela sofreu um acidente e precisou amputar a perna direita, abaixo do joelho. Começou no remo paralímpico em 2016.
Em fevereiro de 2017, Barcelos disputou o Campeonato Mundial de Remo Indoor, realizado na Universidade de Boston, nos Estados Unidos, onde ficou em terceiro lugar na categoria LTA Feminino. Em setembro, ela competiu no Mundial de Remo Paralímpico, realizado em Sarasota, nos Estados Unidos, e formou dupla com Jairo Klug. Eles sagraram-se campeões mundiais no skiff duplo misto tendo completado 2.000 metros em 7mins28s950. No ano seguinte, em Plovdiv, na Bulgária, foram bicampeões mundiais da mesma prova. No final de 2018, foi vencedora do Prêmio Paralímpicos na categoria “remo”.
Barcelos disputou os Jogos Paralímpicos de Tóquio 2020 – realizadas entre agosto e setembro de 2021. Na prova de barco quatro com misto PR3, ela formou equipe com Ana Paula Souza, Valdeni Junior, Jairo Klug e Jucelino Silva. Na final B, eles ficaram com a 4.ª colocação, já na classificação geral da categoria, ficaram em 10.º lugar.
No Campeonato Mundial de Remo Paralímpico de 2022, realizado em Račice, na República Tcheca, Barcelos formou dupla com Junior Silva na prova Double Skiff Misto PR3 (PR3 Mix2x), onde faturaram a medalha de prata. Eles concluiram a prova com 0.02s de vantagem do barco ucraniano. No Prêmio Paralímpicos 2022, ela e Valdeni Júnior, foram eleitos os melhores atletas de remo do ano.
Em 2024, em Jogos Paralímpicos de Paris-2024, Diana ficou na quinta colocação na final das duplas mistas, junto com seu companheiro Jairo Klug, no Double Sculls misto PR3.

## Principais conquistas
Campeonato Mundial de Remo Paralímpico
- Ouro – skiff duplo misto (Sarasota 2017)[1][4]
- Ouro – skiff duplo misto (Plovdiv 2018)[1][5]

Campeonato Mundial de Remo Indoor
- Bronze – LTA Feminino (Boston 2017)[3]